# Tadao Ando

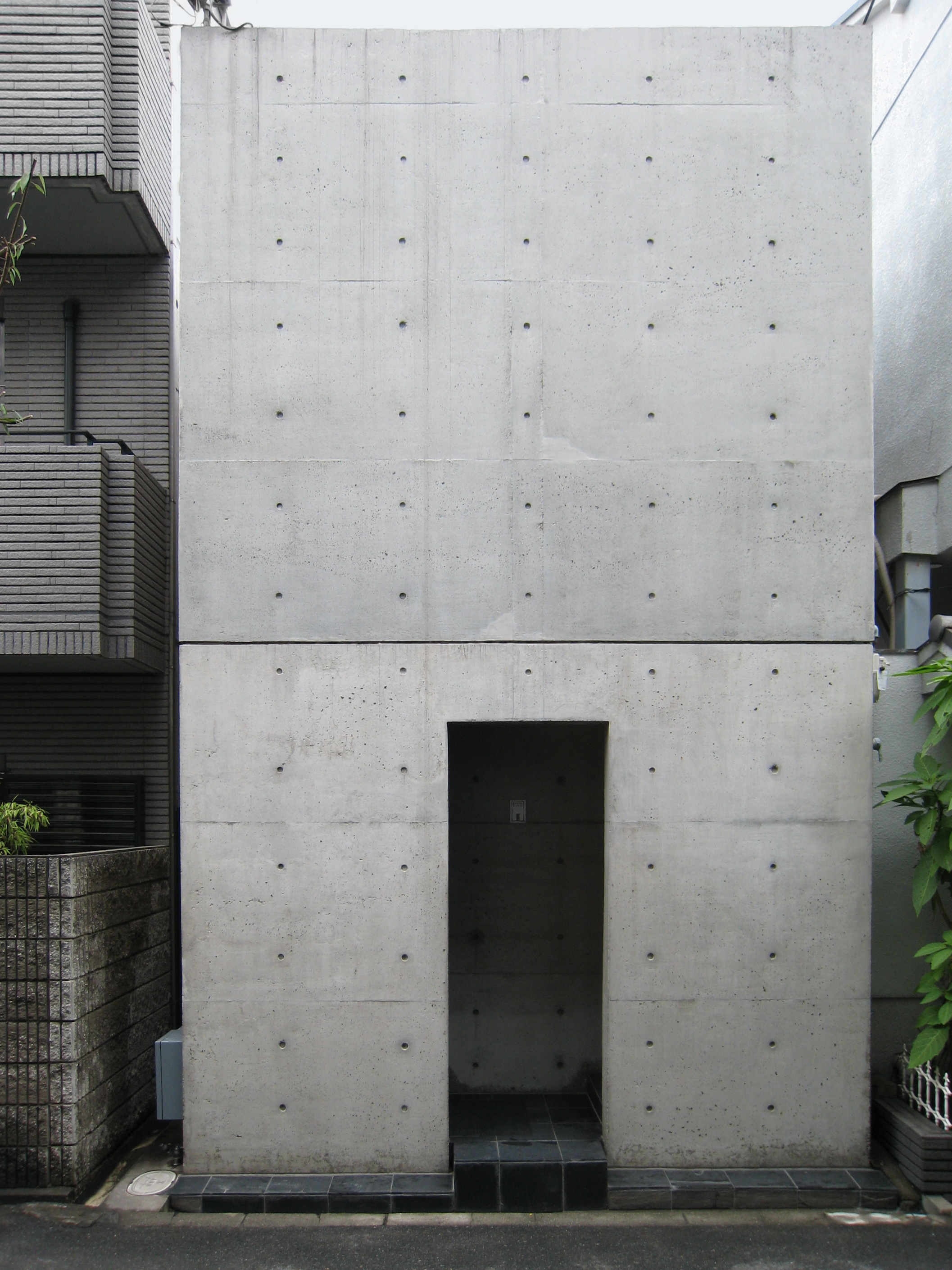
Azuma House, Osaka, 1976.

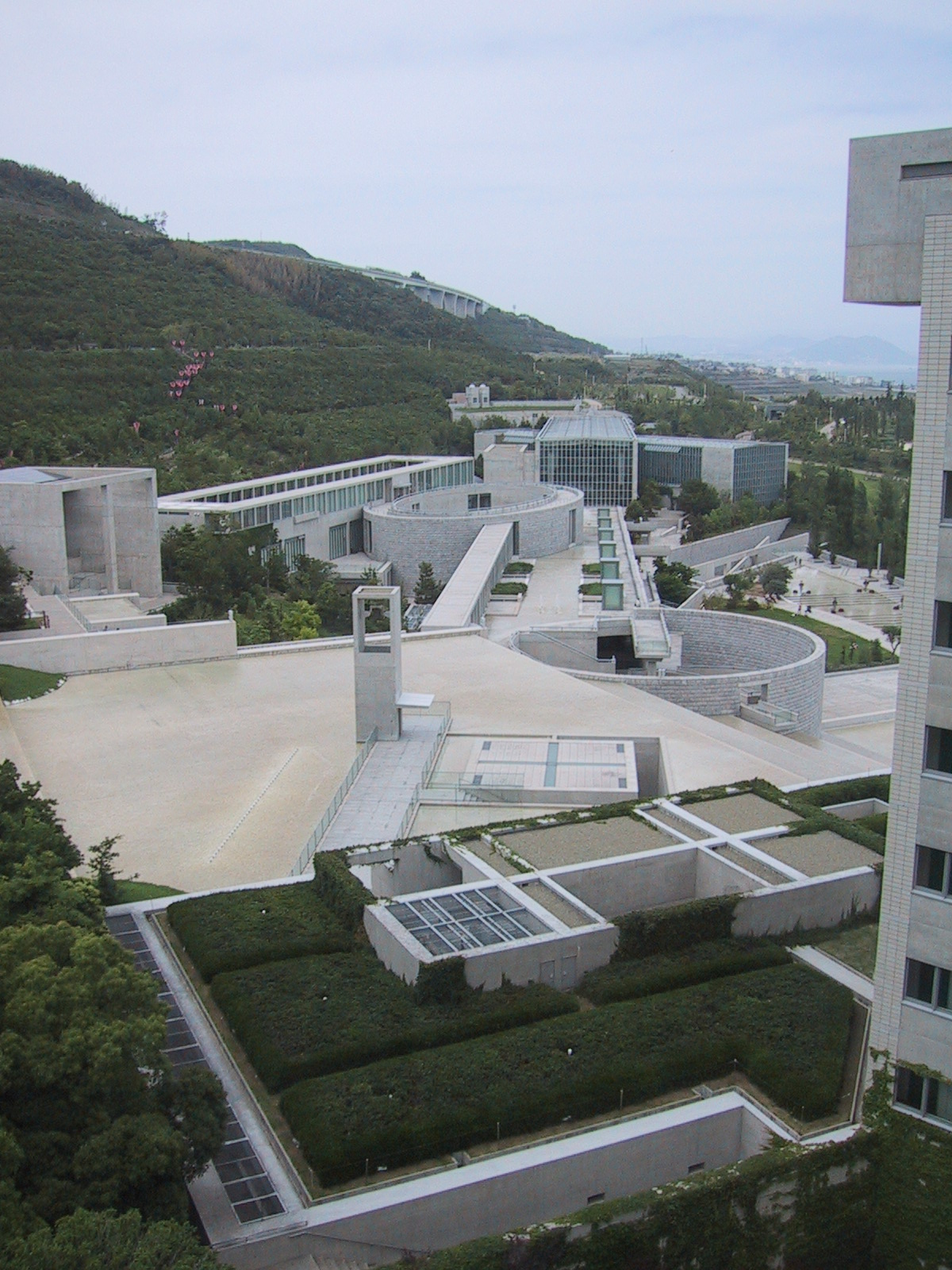
Awaji-Yumebutai av Tadao Ando.

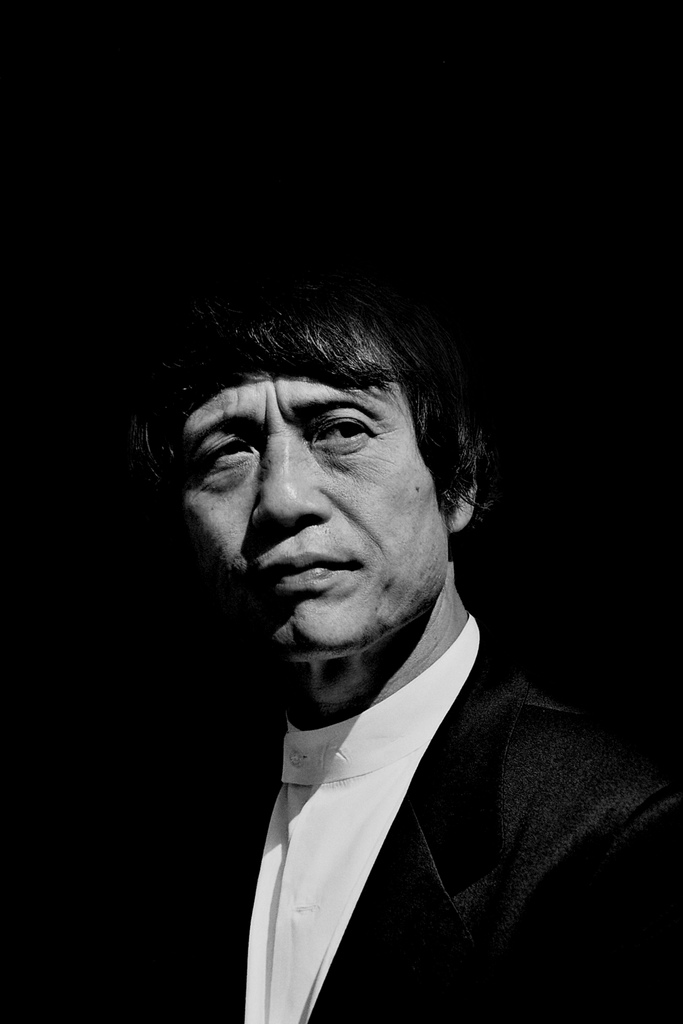
Tadao Ando

Tadao Ando (japanska: 安藤忠雄?, Andō Tadao), född 13 september 1941 i Osaka, är en japansk arkitekt.

## Biografi
Tadao Ando blev intresserad av arkitektur vid 15 års ålder, när han lärde känna några snickare som jobbade på ett bygge där han bodde. Samtidigt fann han en bok med Le Corbusiers kompletta verk i ett antikvariat och då han efterskapade några av ritningarna ur boken, väcktes intresset för arkitektur.
Tadao Ando har ingen formell arkitekturutbildning och har inte heller praktiserat på något arkitektkontor, utan är en helt självlärd arkitekt. Sin utbildning har han fått från ett flertal böcker och en världsomspännande resa  1962—69, då han studerade byggnader i USA, Europa och Afrika. År 1969 startade han sin byrå Tadao Ando Architects & Associates i Osaka, vilket var ovanligt då alla arkitekter annars sökte sig till Tokyo.
Det första projektet som gav honom uppmärksamhet var Azuma House i Osaka, byggt 1975—76. Internationellt erkännande fick han med projektet Rokko Housing i Kobe 1983. Numera är han en av världens mest kända arkitekter med stora projekt som den japanska paviljongen vid Expo'92 1992, Museum of Wood 1994, Chikatsu-Asuka Historical Museum 1994 och Awaji-Yumebutai 1999. Även om han är internationellt känd, intresserar han sig fortfarande för små projekt som enfamiljshus.

### Gästprofessurer
- Yale University, New Haven, USA, 1987.
- Columbia University, New York, USA, 1988
- Harvard University, Cambridge, USA, 1990
- University of Tokyo, Tokyo, Japan, 1997

## Arkitektur

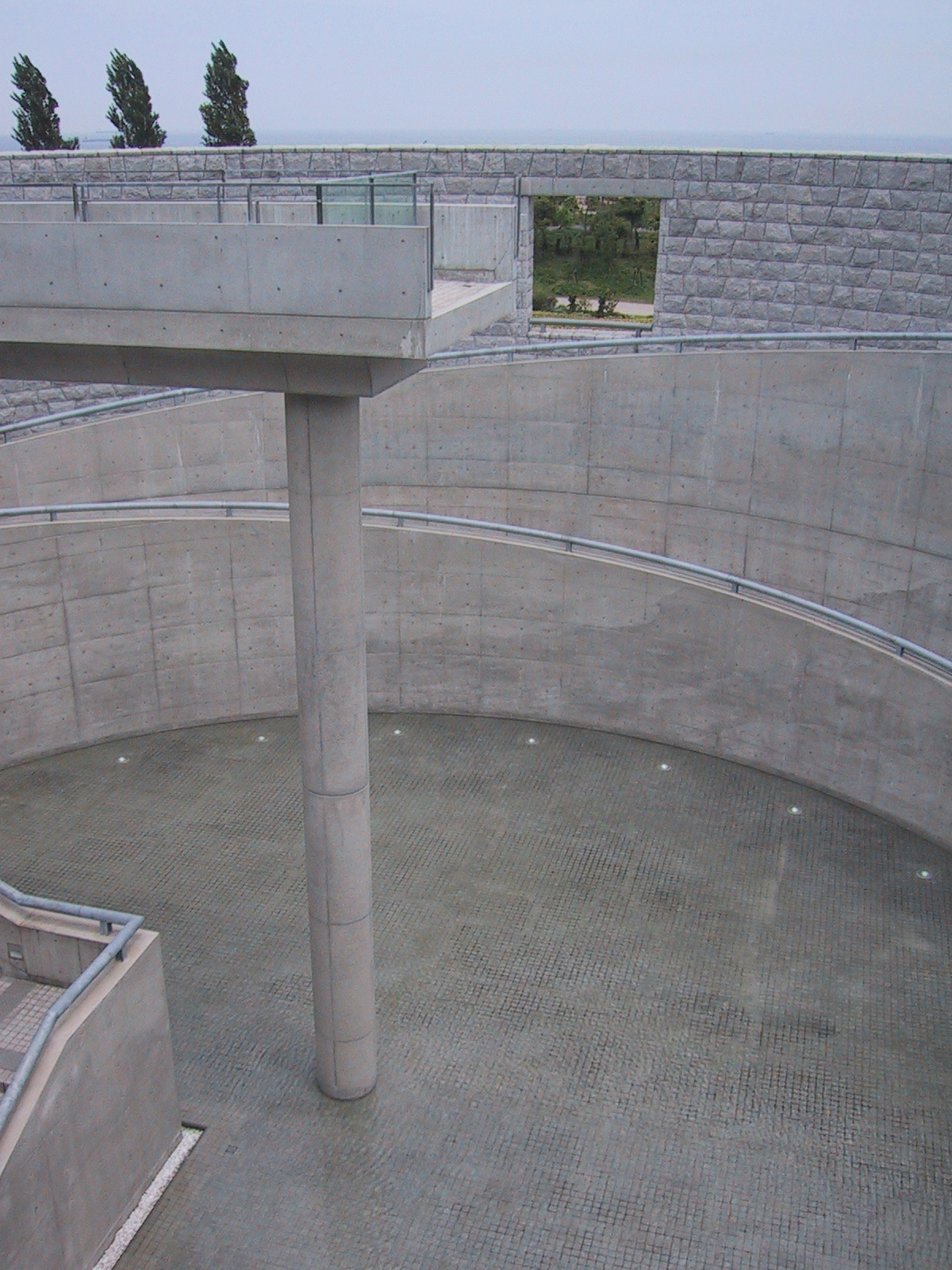
Awaji-Yumebutai

I sin arkitektur refererar Ando ofta till japansk byggnadstradition, men han är lika influerad av enkelheten hos den bästa modernistiska arkitekturen, som till exempel Le Corbusier och Louis Kahn. Han beskriver själv sin relation till den äldre modernistiska arkitekturen som följande:
"Jag är intresserad av en dialog med det förflutnas arkitektur, men den måste filtreras genom mina egna visioner och erfarenheter. Jag står i skuld till Le Corbusier och Mies van der Rohe, men på samma gång tar jag vad de gjorde och tolkar det på ett eget sätt."
En byggnad han säger har haft stor påverkan på honom är Pantheon i Rom där han anser att dess enkla former blandade med en mästerlig användning av ljus och material skapar ett gränsöverskridande rum. Detta tankesätt kan man följa genom hela Tadao Andos arkitektur. Hans arkitektur kännetecknas av enkla, geometriska former, med starka gränser mellan ute och inne, samt enkla material, ofta rå, obehandlad betong och glas. Han menar att de enkla formerna och obehandlade materialen har en inneboende natur som förhöjer åskådarens upplevelse av byggnaden, särskilt när de avslöjar sin renaste natur. Ju mer anspråkslös en vägg är, desto mer säger den mänskligheten.
Även om Tadao Andos byggnader ser enkla ut med sina geometriska former på planritningarna så bjuder de oftast på en interiör med en rik sekvens av rumsliga upplevelser. Målet är att dra uppmärksamhet till de arkitektoniska kvaliteterna. Han säger att en oväntad upplevelse leder till ett starkare intryck, vilket förhöjer en människas sinne. Han använder också ljus och vatten till stor del för att förhöja materialkänslan till exempel genom ljusverkan på en vägg och skapa en rofylld barriär genom en grund vattenspegel framför en byggnad.
Hans arkitektur är ofta sluten och betonar gränsen mellan privat och offentligt mycket tydligt; omsorgsfullt proportionerade lådor som stänger det omgivande urbana kaoset ute. Hans arkitektur bryter dels med de traditionella japanska öppna rumssekvenserna, dels med det moderna Japan genom att ställa det meditativa mot det kommersiella.

### Byggnader i urval
- Azuma House, Osaka, Japan, 1976
- Rokko Housing One, Rokko Kobe, Japan, 1983
- Festival, Naha Okinawa, Japan, 1984
- Church on the Water, Tomamu Hokkaido, Japan, 1988
- Children's Museum, Himeji, Hyōgo prefektur, Japan, 1988—1989
- Church of the Light, Ibaraki, Osaka, Japan 1989
- Water Temple, Awaji, Japan 1991
- Rokko Housing Two, Rokko Kobe, Japan Naoshima Contemporary Art Museum, Naoshima, Japan, 1989—1992, 1997
- Pulitzer Foundation for the Arts, St. Louis, Missouri, 2001
- Modern Art Museum of Fort Worth, Fort Worth, Texas, 2002
- Chichu Art Museum i Naoshima i Japan, 2004

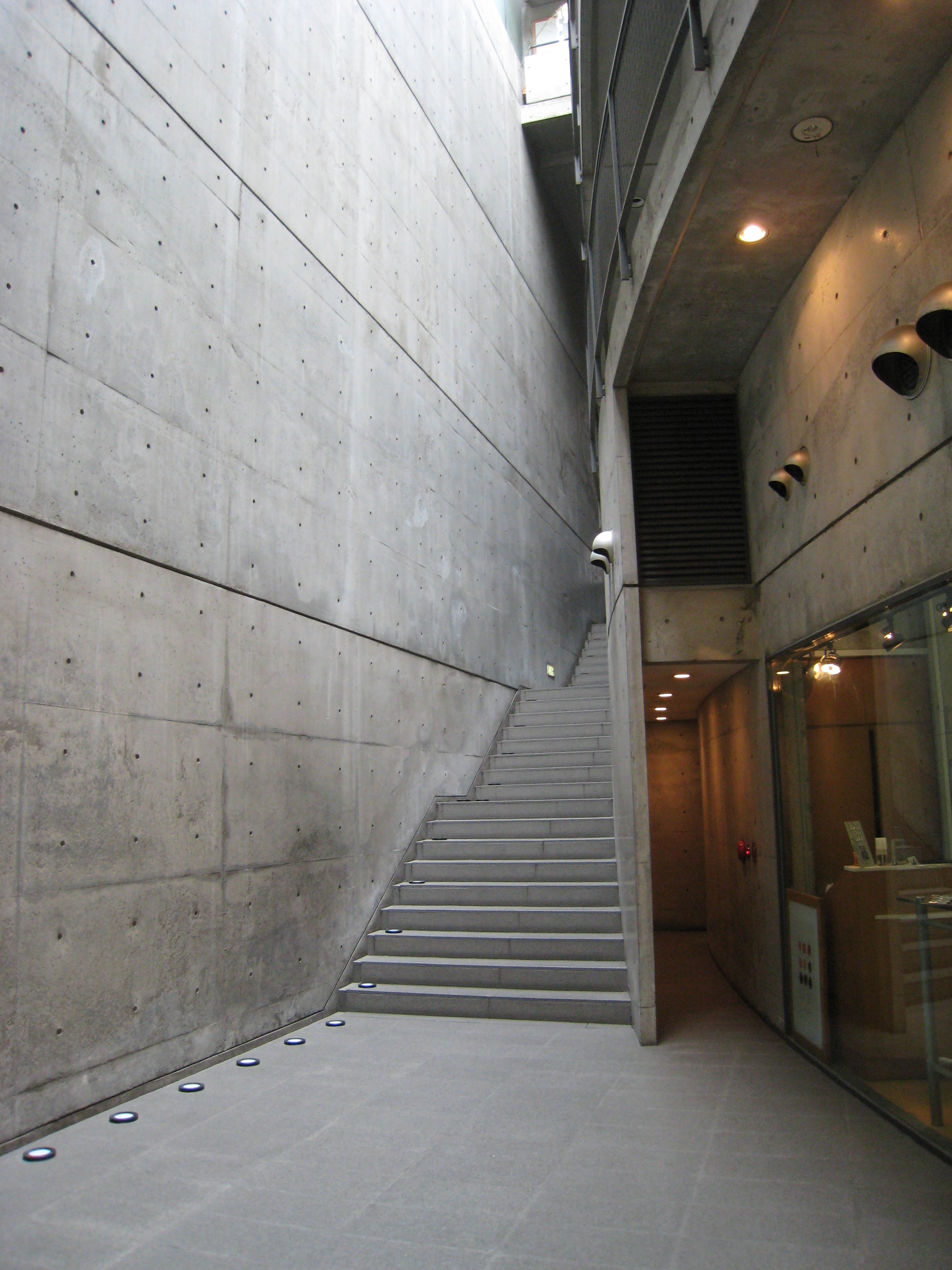
Galleria akka, Osaka, 1988
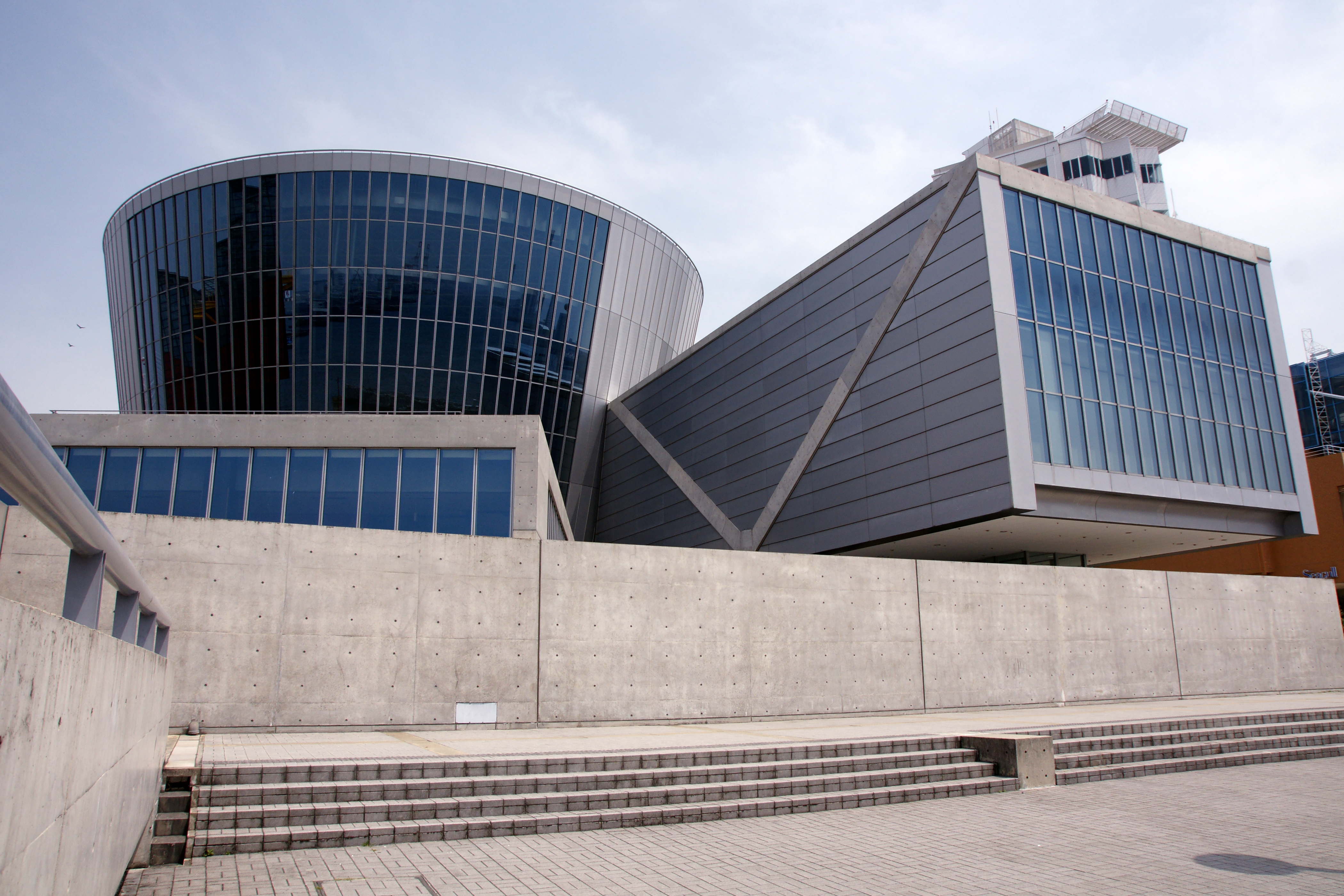
Suntory Museum

### Utmärkelser
- Alvar Aalto-medaljen, Finska arkitektförbundet, 1985
- Franska arkitekturakademins guldmedalj, Frankrike, 1989
- Carlsbergs arkitekturpris, Danmark, 1992
- Japanska konstakademins pris, Japan, 1993
- Pritzkerpriset, 1995
- Chevalier de l’ordre des Arts et des Lettres , Frankrike, 1995
- Officier de l’ordre des Arts et des Lettres , Frankrike, 1997
- Royal Gold Medal, Royal Institute of British Architects (RIBA), 1997
- AIA Gold Medal, American Institute of Architects (AIA), 2002